# 大間成文抄
大間成文抄（おおまなりぶみしょう）は、鎌倉時代初期に九条良経によって著された、除目における任官の先例を分類集成した史料集。全10巻。引用された事例などから、建久5年〜8年（1194年〜1197年）頃に著されたと推定されている。

## 書名と内容
書名については、彰考館本・内閣文庫本（流布本系）の外題から『除目大成抄（じもくたいせいしょう）』とも呼ばれるが、古写本である九条家旧蔵の宮内庁書陵部蔵本（九条本）の表題が「大間成文抄」と記されていることや、流布本の元となった写本を作成した三条西実隆の日記（『実隆公記』）に「大間成文抄」の名前が記されていること等から、こちらが本来の書名と考えられている。
内容としては、除目で行なわれる任官を、年給・臨時給・成功・官司の挙奏・巡任・兼国などの任官事由ごとに分類して項目を立て、各項目の任官例（人名）を大間書（大間）から抜き出して掲げ、各例に、当該任官に関連した成文や、年労・上日などを記した勘文、先例となる年次を引く等して、注記を加える。巻1-5は外官、巻6-9は京官（ともに春除目）、巻10は秋除目と大間書の訂正方法に関する解説が記載される。「大間書」とは、毎年の除目の際に、欠員が生じている官職の名称をあらかじめ記載しておき、そこに続く空欄に任官者の氏名を埋めていった文書である。「成文」とは、任官希望者が除目前に提出した申文のうち、希望通りの任官が実現したものを指す。九条本では、項目、人名部分、成文等の注記がそれぞれ紙質等の異なる紙に書かれ、この3種の紙が順に貼り継がれており、これは原本の様態を忠実に写したものと推測される。
記載する任官の例は、昌泰元年（898年）から建久7年（1196年）の約300年間に及び、除目の決定事項を大間書に記載する執筆（しゅひつ）の大臣を、摂関家（御堂流及び九条家）出身の大臣が務めた際の先例が多い。これは、自らの家の例を集めるという意識があったことに加え、除目終了後の大間書と成文はその時の執筆の家で保管されたためと考えられる。除目に関する重要史料であり、『魚魯愚鈔』など後世の除目に関する多くの文献でも同書の記事が引用されている。

## 執筆経緯
九条良経は、摂関嫡子として大臣就任が視野に入っていた建久5年（1194年）秋頃（当時権大納言・左大将、26歳）から、除目の関連資料として、大間書や成文の抄出を開始したようで、翌年正月には8巻をほぼ完成させて、父の関白九条兼実に見せた。同年11月に内大臣に任じられ、12月には初めて除目執筆を、次いで建久7年正月の除目においても執筆を務めたが、その11月に「建久七年の政変」により九条家は失脚する。吉田早苗によれば、良経は、この政変後の蟄居中に、九条家の再起を期待しつつ、自らの経験も加えて『大間成文抄』を作り直して完成させ、更に『春除目抄』『秋除目抄』を執筆したと考えられる。これらの『除目抄』は、除目における執筆の動きや注意点、先例等を詳しく記すマニュアルで、本文中には『大間成文抄』と同じ実例が引かれるほか、詳細については『大間成文抄』の参照を指示する箇所もあり、両書を合わせて利用することが想定されている。

## 諸本
原本は今日には伝わっておらず、主に九条良経の孫である教実が安貞元年（1227年）以降に写して九条家に伝えられた巻子本の九条本と、戦国時代初期の明応6年（1497年）に三条西実隆が九条良経自筆の原本を写し、欠けていた巻4・5・9を九条本で補ったもの（実隆本）を祖本とする、冊子本の書陵部蔵柳原本（三条西公福書写、残欠）および流布本（彰考館本・内閣文庫本等）がある。
九条本は、巻5以降の書写が未完に終わっている。九条本作成にあたっては、項目・人名・注記がそれぞれまとめて書写され、その後、それらを切断して貼り継ぎ、最後に頭書等を書き込んだと推測される。未完に終わったため、巻5・6は、巻4までに見られるような朱筆の頭書類を欠く。巻8は、更に成文等の説明部分の一部を欠くほか、近世の改装以前は、項目・人名・注記がそれぞれ3分巻となっていた。巻9・10は、項目と人名（の一部）しか写されていない。巻8・10は、近世になって、不足部分が実隆本の系統から補われた。なお、巻7は教実の写ではなく、13世紀後半頃に良経自筆本もしくはその写本から写されたものであるが、流布本にない部分を含む。巻5・9は流布本の祖本となっているため、巻5の頭書類と、巻9の注記部分や頭書類は原文が失なわれている。

## 翻刻
- 新訂増補史籍集覧、別巻1『除目大成抄（大間成文抄）』臨川書店、1973年（流布本）
- 吉田早苗校訂『大間成文抄』吉川弘文館、1993-1994年（九条本）

## 写真版
- 宮内庁書陵部蔵『大間成文抄』（九条本） http://kotenseki.nijl.ac.jp/biblio/100248440 （国文学研究資料館「新日本古典籍総合データベース」）
- 内閣文庫蔵『大間成文抄』（除目大成抄） https://www.digital.archives.go.jp/das/meta/F1000000000000007895 (国立公文書館デジタルアーカイブ）
- 宮内庁書陵部蔵『大間成文抄』（柳原本）https://shoryobu.kunaicho.go.jp/Toshoryo/Detail/1000445300000 (書陵部所蔵資料目録・画像公開システム）[11]